# Ettore Siegrist
Ettore Siegrist (fl. XX secolo) è stato un calciatore italiano, di ruolo attaccante.

## Carriera
Giocò 4 partite amichevoli con la maglia della Spezia.
Nel dopo guerra passò a giocare con la maglia della Sampierdarenese disputando in totale 6 gare del campionato di Prima Categoria 1919-1920.
Poi passò alla Rivarolese.